# Blasimon
 Blasimon  es una población y comuna francesa, situada en la región de Aquitania, departamento de Gironda, en el distrito de Langon y cantón de Sauveterre-de-Guyenne.

## Demografía
| 867 | 836 | 782 | 666 | 701 | 711 |
| Para los censos de 1962 a 1999 la población legal corresponde a la población sin duplicidades (Fuente: INSEE [Consultar]) |     |     |     |     |     |